# Film Stars Don't Die in Liverpool
Film Stars Don't Die in Liverpool es una película biográfica de drama y romance dirigida por Paul McGuigan y protagonizada por Annette Bening y Jamie Bell. Vanessa Redgrave, Julie Walters, Kenneth Cranham, Stephen Graham, Frances Barber y Leanne Best también son parte del reparto. Está basada en la memoria del mismo nombre de Peter Turner, que habla de su relación con la actriz de Hollywood Gloria Grahame en Liverpool en los 70's y, tras unos años, su muerte por cáncer de mama.
La película se estrenó en el Festival de Cine de Telluride el 1 de septiembre de 2017. Fue estrenada en el Reino Unido el 16 de noviembre por Lionsgate y en Estados Unidos el 29 de diciembre por Sony Pictures Classics.

## Reparto
- Annette Bening como Gloria Grahame.
- Jamie Bell como Peter Turner.
- Vanessa Redgrave como Jeanne McDougall.
- Julie Walters como Bella Turner.
- Kenneth Cranham como Joe Turner.
- Stephen Graham como Joe Turner Jr.
- Frances Barber como Joy.
- Leanne Best como Eileen.
- Suzanne Bertish como Fifi Oscard.
- Ben Cura

## Producción
El 6 de mayo de 2016, se reportó que Annette Bening, Jamie Bell, y Julie Walters actuarían en una adaptación de Film Stars Don't Die in Liverpool por Peter Turner. Paul McGuigan la dirigiría, y sería escrita por Matt Greenhalgh, Barbara Broccoli y Colin Vaines la producirían. El 27 de junio de 2016, Vanessa Redgrave se unió al reparto.
El 27 de junio de 2016, el rodaje comenzó en Liverpool y Londres. Luego fue trasladado a Pinewood Studios, en donde terminó el 8 de agosto de 2016. Para presentar escenas en Nueva York y Malibu, California, se usaron proyecciones de pantalla. El 11 de noviembre de 2017, Elvis Costello lanzó la canción "You Shouldn't Look at Me That Way", compuesta específicamente para la película.

## Estreno
En agosto de 2017, Sony Pictures Classics adquirió los derechos de distribución en Estados Unidos. La película se estrenó en el Festival de Cine de Telluride el 1 de septiembre de 2017. También se presentó en el Festival Internacional de Cine de Toronto el 9 de septiembre de 2017.
La película se estrenó en el Reino Unido el 16  de noviembre de 2017 por Lionsgate. y en Estados Unidos el 29 de diciembre de 2017.